# Tacca
Tacca ist eine Pflanzengattung der Familie der Yamswurzelgewächse (Dioscoreaceae). Wenige Arten werden als exotische Zierpflanzen und einige Arten werden medizinisch oder als Stärke-Lieferanten verwendet.

## Beschreibung

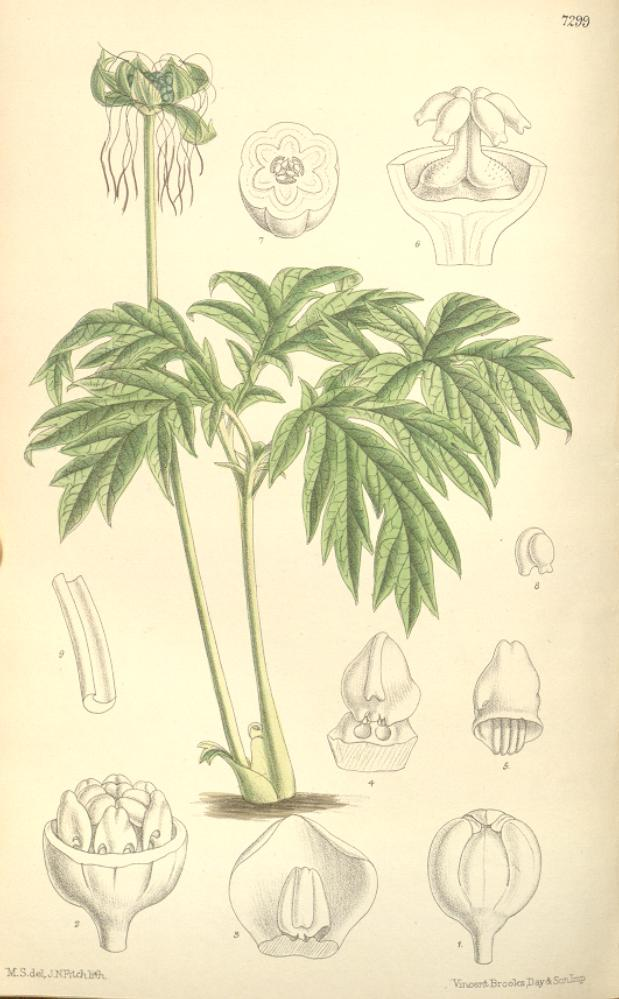
Illustration von Tacca leontopetaloides

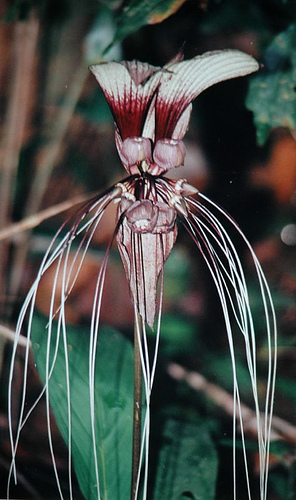
Blütenstand von Tacca integrifolia

### Habitus und Laubblätter
Tacca-Arten sind ausdauernde krautige Pflanzen. Sie bilden mehr oder weniger zylindrische Rhizome oder mehr oder weniger kugelige Knollen.

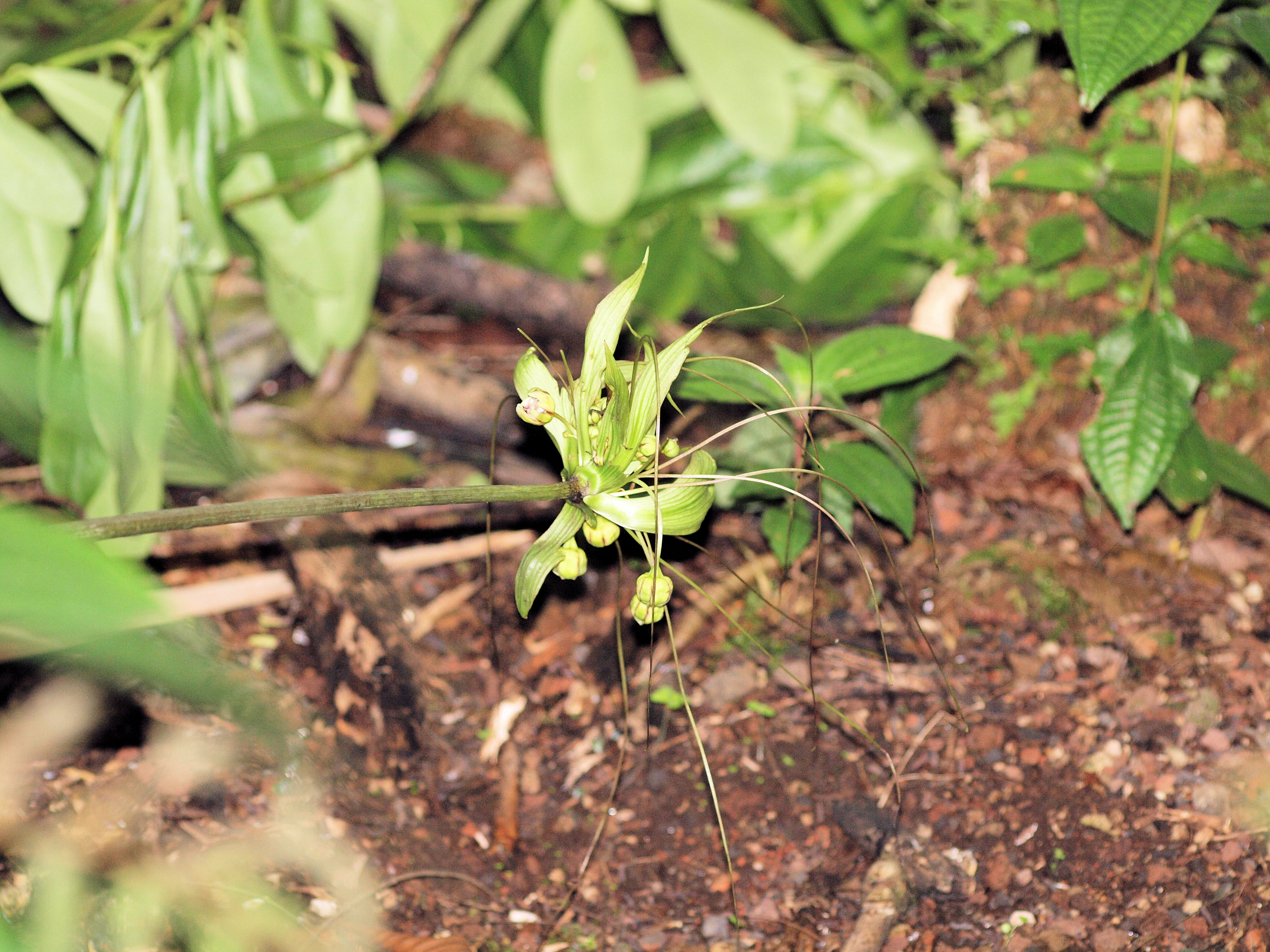
Tacca ankaranensis

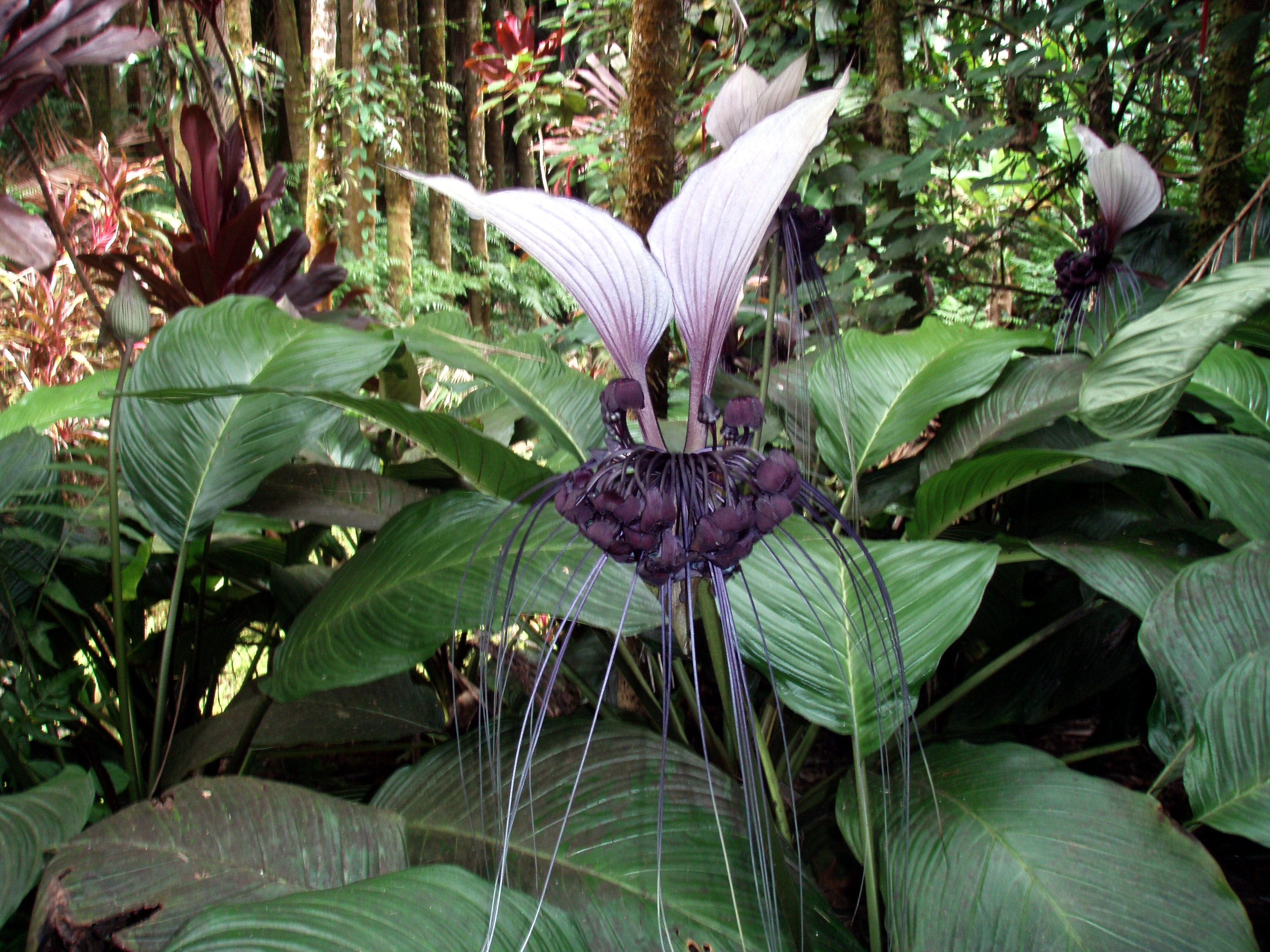
Tacca integrifolia mit ungeteilter Blattspreite

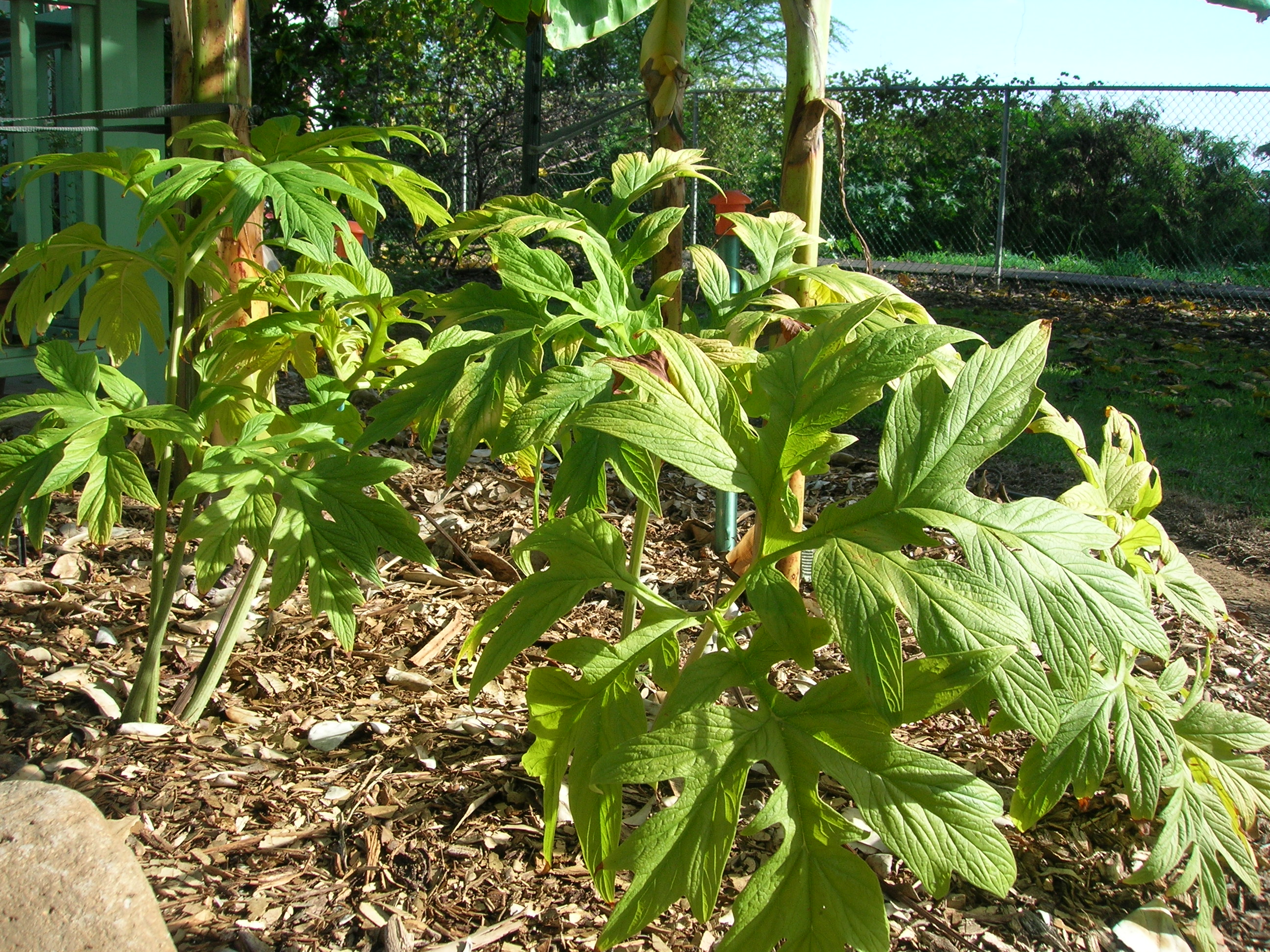
Gestielte Laubblätter von Tacca leontopetaloides mit geteilter Spreite

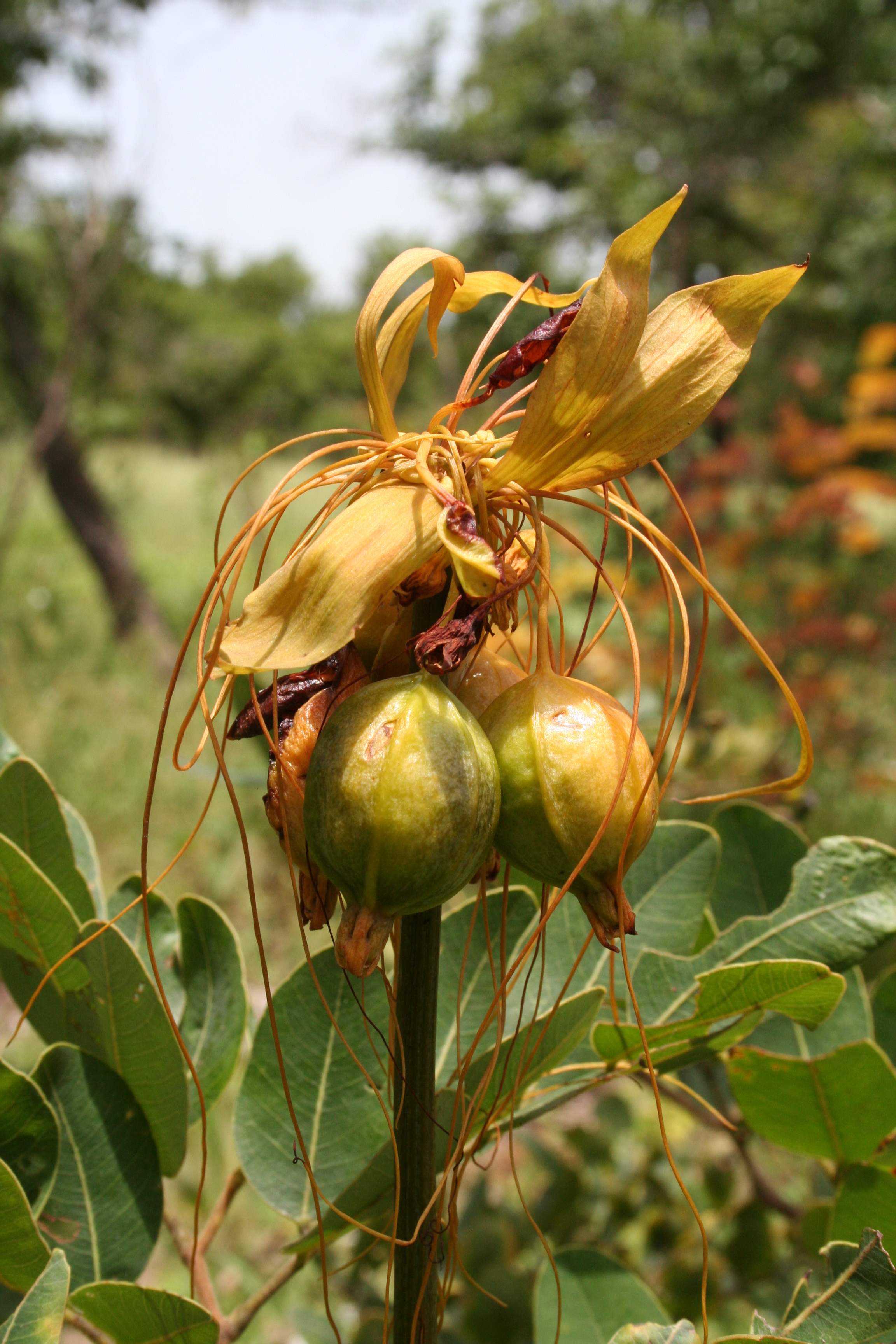
Früchte von Tacca leontopetaloides

Die wechselständig und spiralig in grundständigen Rosetten angeordneten, aufrechten Laubblätter sind in Blattscheide, Blattstiel und Blattspreite gegliedert. Die meist einfache oder seltener geteilte Blattspreite ist netznervig (kommt bei Einkeimblättrigen selten vor, die meist parallelnervig sind). Die Stomata sind anomocytisch oder axillocytisch.

### Blütenstände und Blüten
Es werden seitenstänge oft lange, unbeblätterte Blütenstandsschäfte gebildet. Die doldigen Blütenstände sind in zwei Kreisen umhüllt von meist vier bis sechs (zwei bis zwölf) schmalen bis breiten, laubblattähnlichen Tragblättern. Die Deckblätter sind schmäler als die Tragblätter, meist fadenförmig.
Die zwittrigen, radiärsymmetrischen Blüten sind dreizählig. Die sechs gleichgestaltigen Blütenhüllblätter sind glockenförmig verwachsen. Die Farben der Blütenhüllblätter reichen von grün über purpurfarben bis braun. Es sind zwei Kreise mit je drei fertilen Staubblättern vorhanden mit kurzen Staubfäden; sie sind untereinander frei aber mit den Blütenhüllblättern verwachsen. Die zweizelligen Pollenkörner besitzen eine Apertur und sind sulcat. Die drei Fruchtblätter sind zu einem unterständigen Fruchtknoten verwachsen. Der Fruchtknoten enthält 15 bis 100 hängende, anatrope bis campylotrope Samenanlagen. Der Griffel endet in einer dreilappigen Narbe; die breiten Narbenäste sind meist auf den Griffel hin gebogen. Die Bestäubung erfolgt durch Diptera (Entomophilie).

### Früchte und Samen
Es werden meist Beeren oder selten dreifächerige Kapselfrüchte gebildet, die viele Samen enthalten. Die Samen besitzen Endosperm und einen gutausgebildeten, kleinen Embryo.

### Inhaltsstoffe und Chromosomen
Es sind Alkaloide vorhanden. Die Samen enthalten Öl aber keine Stärke. Sie besitzen stärkehaltige Knollen oder Rhizome. Der Duft entströmt Osmophoren.
Die Chromosomenzahl beträgt n = 15.

## Systematik und Verbreitung
Tacca sind in den Subtropen bis Tropen (Afrika, Asien, Ozeanien) beheimatet.
Die Erstbeschreibung der Gattung erfolgte 1775 durch Johann Reinhold Forster und Johann Georg Adam Forster. Gelegentlich werden sie auch als eigene Familie Taccaceae geführt, die APG III aber stellt sie weiterhin zu den Yamswurzelartigen.
Der Umfang der Gattung wird diskutiert. Je nach Autor kann die Gattung Schizocapsa Hance als gültig angesehen werden oder diese Arten sind in Tacca enthalten. Es werden fünf bis 16 Arten angeführt:
- Tacca ampliplacenta L.Zhang & Q.-J.Li: Diese erst 2008 beschriebene Art kommt nur in Yunnan vor.[3]
- Madagaskar-Fledermausblume (Tacca ankaranensis Bard.-Vauc.): Sie ist auf Madagaskar beheimatet.[4]
- Tacca bibracteata Drenth: Ihre Heimat ist Sarawak.[4]
- Tacca borneensis Ridl.: Ihre Heimat ist das westliche Borneo.[4]
- Tacca celebica Koord.: Die Heimat ist das nördliche Sulawesi.[4]
- Fledermausblume (Tacca chantrieri André, Syn.: Tacca garrettii Craib, Tacca macrantha H.Limpr., Tacca minor Ridl., Tacca paxiana H.Limpr., Tacca roxburghii H.Limpr., Tacca vespertilio Ridl., Tacca wilsonii H.Limpr., Schizocapsa itagakii Yamam., Schizocapsa breviscapa (Ostenf.) H.Limpr.): Die Heimat reicht von Assam bis ins südliche China und auf die Malaiische Halbinsel.[4]
- Tacca ebeltajae Drenth: Die Verbreitung reicht vom östlichen Neuguinea bis zu den Salomonen.[4]
- Tacca integrifolia Ker Gawl. (Syn.: Tacca cristata Jack, Ataccia cristata (Jack) Kunth, Tacca aspera Roxb., Ataccia aspera (Roxb.) Kunth, Tacca laevis Roxb., Ataccia laevis (Roxb.) Kunth, Tacca rafflesiana Jack ex Wall., Tacca lancifolia Zoll. & Moritzi, Ataccia lancifolia (Zoll. & Moritzi) Kunth, Tacca sumatrana H.Limpr. in Engler, Tacca choudhuriana Deb): Die Verbreitung reicht von Bhutan bis ins westliche Indonesische Archipel.[4]
- Ostindische Pfeilwurz oder Ostindisches Arrowroot (Tacca leontopetaloides (L.) Kuntze, Syn.: Tacca flabellata J.J.Sm., Tacca pinnatifida J.R. & G.Forster, Tacca involucrata (Limpr.) Schum. & Thonn., Tacca viridis Hemsley, Tacca hawaiiensis H.Limpr.): In der Literatur ist sie oft unter einem der Synonyme zu finden. Mit einer weiten Verbreitung in den Tropen der Alten Welt bis zu den Pazifischen Inseln.[4]
- Tacca maculata Seem.: Mit Vorkommen vom nordöstlichen Western Australia bis nordwestlichen Northern Territory und im südwestlichen Pazifik.[4]
- Tacca palmata Blume: Sie kommen von Indo-China bis zum Indonesischen Archipel vor.[4]
- Tacca palmatifida Baker: Die Heimat ist Sulawesi.[4]
- Tacca parkeri Seem.: Sie kommt im tropischen Südamerika vor.[4]
- Tacca plantaginea (Hance) Drenth (Syn.: Schizocapsa plantaginea Hance, Schizocapsa guangxiensis P.P.Ling & C.T.Ting): Die Heimat reicht vom südlichen China bis Thailand, Laos und Vietnam.[4]
- Tacca reducta P.C.Boyce & S.Julia: Die 2006 erstbeschriebene Art kommt im westlichen Sarawak vor.[4]
- Tacca subflabellata P.P.Ling & C.T.Ting: Sie kommt nur im südöstlichen Yunnan vor.[4]

## Nutzung
Einzelne Arten werden medizinisch genutzt. Aus den Knollen kann Stärke gewonnen werden. Es werden vor allem Tacca integrifolia und Tacca leontopetaloides angebaut. Die Stärke wird als Taccastärke, Ostindisches Arrowroot oder Tahiti Arrowroot gehandelt.